# 2170 Byelorussia
2170 Byelorussia eller 1971 SZ är en asteroid i huvudbältet som upptäcktes den 16 september 1971 av Krims astrofysiska observatorium på Krim. Den har fått sitt namn efter det europeiska landet Belarus.
Asteroiden har en diameter på ungefär 9 kilometer.